# Nikola IX. Frankapan
Nikola IX. Frankapan Tržački (lat. Nicolaus de Frangepanibus) (?, 1584. – Beč, 16. ili 17. travnja 1647.), hrvatski knez i hrvatsko-slavonsko-dalmatinski ban (1617. – 1622.) iz velikaške obitelji Frankapan.

## Životopis
Sin je kneza Gašpara I. i kneginje Katarine Lenković. Obrazovanje je stekao na učilištima u Ljubljani i Italiji, a od 1603. godine je studirao kod isusovaca u Grazu, gdje boravi na dvoru nadvojvode Ferdinanda Habsburškog. Razvrgnuo je zaruke s Anom Marijom Erdödy i ostao neženja. Podijelom nasljedstva s braćom Vukom II. Krstom i Jurjem III. dobio je Bosiljevo, Zvečaj i Novi u Vinodolu.
Obnašao je dužnosti vojnog zapovjednika u Vojnoj krajini te je bio u stalnom sukobu s austrijskim časnicima, odbijajući naseliti Vlahe na frankapanskim imanjima. Bio je i u sukobu s Mlečanima zbog senjskih uskoka, te se 1614. godine odrekao dužnosti velikog senjskog kapetana. Međutim, kada su Mlečani napali frankapanske posjede u sukobu s uskocima, Nikola IX. je s braćom ratovao protiv Venecije na području Kvarnerskog primorja, Istre, Goričke i Furlanije.
Godine 1616. kralj Matija imenovao ga je banom Hrvatske, Slavonije i Dalmacije i zapovjednikom Banske krajine. Hrvatski sabor ga je 1619. godine imenovao konjičkim kapetanom Kraljevstva, a pokušavali su ga postaviti i za vojnog zapovjednika Hrvatske i Primorske krajine, čime bi ti dijelovi bili vraćeni pod ingerenciju hrvatskog bana i sabora, ali pokušaj je završio neuspjehom.
Za vrijeme oružane pobune erdeljskog vojvode Gábora Bethlena, Nikola je bio na strani Habsburgovaca te je 1621. zauzeo Greben u Hrvatskom zagorju koji su držali Batthyányi. Sljedeće se godine, zbog pritužbi hrvatskog sabora, odrekao banske časti na kojoj ga je zamijenio njegov veliki suparnik knez Juraj V. Zrinski.